# Brgljezi
Brgljezi (lat. Sittidae) čine rod Sitta, rod malih ptica vrapčica koje pripadaju porodici Sittidae. Karakteriziraju ih velike glave, kratki repovi, te snažni kljunovi i stopala. Većina vrsta ima siv ili plavkast gornji dio i crnu prugu oko očiju.

## Opis
Brgljezi su vrlo slični jedni drugima, pa ih je lako prepoznati od ostalih. Gornji dio tijela je uglavnom sive boje, dok je kod nekih tropskih vrsta jarkoplave ili ljubičaste. Mnoge vrste imaju crne pruge preko očiju. Donji dijelovi tijela su sivkastobijele do smeđe boje. Mužjaci i ženke se vrlo malo razlikuju. Kljun je podug, vrat i rep su kratki. Dužina varira od 9,5 do 20 cm, a težina od 10 do 60 g. Penju se na drugačiji način od djetlića i puzića, ne koristeći rep kao oslonac. Dok se penju, ne postavljaju noge paralelno, već jednu postave visoko, a drugu nisko, kao oslonac.
Oglašavaju se cvrkutanjem i uzastopnim piskutanjem. Njihovu ishranu čine kukci i pauci, a u jesen i zimu sjemenje. Dvije vrste su ugrožene, a dvije osjetljive.

## Razmnožavanje
Brgljezi obično žive u parovima ili malim grupama. Tijekom zime često se udružuju s jatima sjenica, djetlića i ostalih šumskih ptica koje traže hranu. Svi se gnijezde u dupljama u drveću ili stijenama, ali postoji nevjerojatna razlika u detaljima tijekom izgradnje gnijezda. Neke manje vrste kopaju komore u trulom drvetu kao gnijezdo, bjelogrudi i bjeloobrazni brgljezi trljaju otrovne kukce oko ulaza u gnijezdo, a crvenogrudi koristi razmazanu smolu kao zaštitu. Brgljezi lončari prave gnijezda od blata. Ženka nese 4 – 10 bijelih jaja s crvenkastim pjegama. Težina jaja varira od 1 do 2,5 g. Inkubacija traje 14 – 18 dana, a ptići u gnijezdu ostaju 20 – 25 dana. Tijekom inkubacije mužjak hrani ženku.

## Rasprostranjenost
Nastanjuju Aziju, Europu, Sjevernu Ameriku i sjever Afrike. Staništa su im šumovita područja, parkovi i stjenovita mjesta. Nijedna vrsta nije prava selica, ali sjeverne populacije se ponekada sele južnije.

## Vrste
1. Sitta arctica Buturlin, 1907
2. Sitta azurea Lesson, 1830
3. Sitta canadensis Linnaeus, 1766
4. Sitta carolinensis Latham, 1790
5. Sitta cashmirensis W. E. Brooks, 1871
6. Sitta castanea Lesson, 1830
7. Sitta cinnamoventris Blyth, 1842
8. Sitta europaea Linnaeus, 1758
9. Sitta formosa Blyth, 1843
10. Sitta frontalis Swainson, 1820
11. Sitta himalayensis Jardine & Selby, 1835
12. Sitta krueperi Pelzeln, 1863
13. Sitta ledanti Vielliard, 1976
14. Sitta leucopsis Gould, 1850
15. Sitta magna R. G. W. Ramsay, 1876
16. Sitta nagaensis Godwin-Austen, 1874
17. Sitta neglecta Walden, 1870
18. Sitta neumayer Michahelles, 1830
19. Sitta oenochlamys (Sharpe, 1877)
20. Sitta przewalskii Berezowski & Bianchi, 1891
21. Sitta pusilla Latham, 1790
22. Sitta pygmaea Vigors, 1839
23. Sitta solangiae (Delacour & Jabouille, 1930)
24. Sitta tephronota Sharpe, 1872
25. Sitta victoriae Rippon, 1904
26. Sitta villosa J. Verreaux, 1865
27. Sitta whiteheadi Sharpe, 1884
28. Sitta yunnanensis Ogilvie-Grant, 1900